# Familjen Royle
Familjen Royle (engelska: The Royle Family) är en brittisk komediserie som producerades av Granada Television och sändes i fyra säsonger på BBC mellan 1998 och 2012.

## Handling
Familjen Royle tillbringar huvuddelen av sin vakna tid i TV-soffan där de grälar och dricker stora mängder te och alkoholhaltiga drycker.

## Utmärkelser
Familjen Royle vann ett BAFTA Award för bästa TV-komedi 2000.

## Rollista i urval
- Ricky Tomlinson - Jim Royle
- Sue Johnston - Barbara Royle
- Caroline Aherne - Denise Royle Best
- Ralf Little - Antony Royle
- Craig Cash - Dave Best
- Jessica Hynes - Cheryl Carroll
- Geoffrey Hughes - Twiggy (säsong 1-3)
- Liz Smith - Norma Speakman (säsong 2-3)
- Sheridan Smith - Emma Kavanagh (säsong 2-3)